# 第三代编程语言
第三代编程语言（third-generation programming language）簡稱3GL，是在编程语言世代的分类中，針對高階電腦编程语言分類的方式，像是Fortran、COBOL、C语言及Java都是第三代编程语言。

## 第二代程式語言
一般會將汇编语言歸類為第二代程式語言，只能在特定的平台上運行。

## 第三代编程语言
第三代编程语言比較不受平台的影響，對於程式設計者而言也比較友善。其中包括增加支援集合資料型態，一些概念的表示方式也改用對程式設計者較友善的寫法，而不是對電腦較友善的寫法。第三代编程语言優於第二代的地方包括讓電腦自行處理一些非本質性的細節。编程语言的方式。第三代编程语言比第一代及第二代程式語言更加的抽象化，因此可以視為是高階程式語言。像在1950年代引入的Fortran、ALGOL及COBOL都是早期的第三代编程语言。
現今流行的程式語言，像是C语言、C++、C#、Java、BASIC及Pascal也都是第三代程式語言，不過這些語言會依照其他特質有其他的分類。大部份的第三代程式語言支援结构化编程，其中許多語言也支援面向对象程序设计，一般會用這些特質來幫程式語言分類，不會單單的只稱一種程式語言為第三代程式語言。
像是C、FORTRAN或是Pascal之類的程式語言可以讓設計者編寫比較不限制在特別某一種電腦上執行的語言。這些程式語言稱為高階語言的原因是因為比較接近人類的語言，比較不像機器語言。因此這些語言需要編譯器或是直譯器。相對而言，機器語言視為是低階語言，因為是針對特定的硬體設計，也在特定的硬體上執行，不需要額外的轉譯。
高階語言的主要優點是容易閱讀、撰寫，也比較容易維護。用高階語言寫的程式最後需要由編譯器（compiler）轉換為機器語言，或是需要透過直譯器（interpreter）轉換為對應的行為。
這些程式語言可以在不同的平台下執行，所以是跨平台的。不過隨著抽象程度更高語言的出現，「高階語言」及「低階語言」變成相對性的概念。這些早期的「高階語言」相較於Python、Ruby或Common Lisp而言，已經算是比較低階的語言了，而後者的語言已有一些第四代程式語言的特點。

## 之前的程式語言
- 第一代编程语言
- 第二代程式語言

## 之後的程式語言
- 第四代程式語言
- 第五代程式語言